# アラン・リクトマン
アラン・J・リクトマン（英: Allan J. Lichtman、1947年4月4日 - ）は、アメリカ合衆国の歴史学者である。1973年より米国ワシントンのアメリカン大学で教鞭を執っている。
ソビエト連邦の地震学者ウラジーミル・ケイリス＝ボロクと共同で「ホワイトハウスへの鍵」と呼ばれる、13の真または偽の基準を用いてアメリカ合衆国の現在の与党の大統領候補者の次の選挙における勝敗を予測するというモデルを編み出したことで知られる。このモデルを用いてリクトマンは、アル・ゴアを勝者と予想した2000年を除く、1984年から現在までのほぼ全ての米国大統領選挙の結果の予想を的中させてきた。2016年には、多くの世論調査が民主党のヒラリー・クリントンの勝利を予想する中で共和党のドナルド・トランプの勝利を予想、的中させたことで一躍注目された。また、自身の選挙歴としては2006年アメリカ合衆国上院議員選挙でメリーランド州選挙区に民主党から立候補したが、予備選挙では6位に終わった。2017年には、トランプの大統領弾劾の可能性についての複数の論拠をまとめた著書『弾劾の論拠』 (The Case for Impeachment) を出版した。

## 経歴

### 生い立ち
リクトマンはニューヨークのブルックリン区近郊ブラウンズビルで生まれた。スタイベサント高校を卒業、1967年にブランダイス大学にて歴史学のB.A.を取得、陸上競技とレスリングに勤しみながら、ファイ・ベータ・カッパの会員資格を得、同大をマグナ・クム・ラウデにて卒業した。1973年、ハーバード大学大学院にて歴史学のPh.D.を取得した。

### 学者・教授として

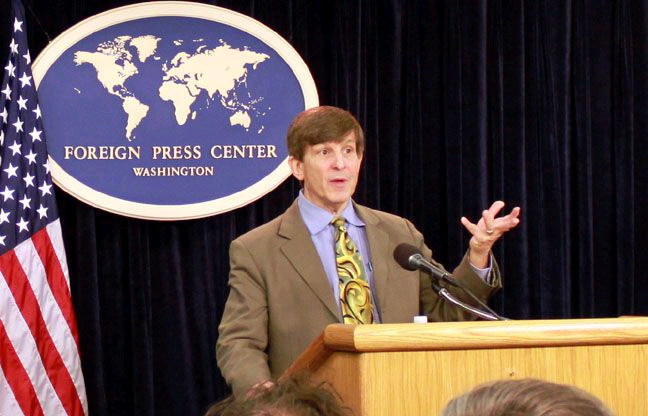
2010年のリクトマン

リクトマンはアメリカン大学で1973年に教鞭を執り始めると、歴史学部部長にまで昇進、1993年には年間最優秀の学者・教授として名を連ねた。
学外においては、米国司法省の他、全米黒人地位向上協会、メキシコ系アメリカ人法的弁護教育基金、プエルトリコ人法的弁護教育基金、南部貧困法律センターなどのような公民権運動組織が関わる70以上もの案件において専門家として証言してきた。また、アル・ゴア副大統領やテッド・ケネディ上院議員の顧問も務めた。さらに、2000年の大統領選挙の際には、フロリダ州において投票における不自然な部分があったかを巡る米国公民権委員会の調査に寄与し、票問題についての統計的分析を提出した。この分析において、リクトマンは投票用紙の拒否率に関して人種間で大きな格差があったと結論付けた。
1980年代初頭、カリフォルニア工科大学の客員教授として赴任する間に、ゲーム番組『ティック＝タック＝ドー』に17回出演し、計10万ドルを賞金として獲得した。

### 作家・コメンテーターとして
リクトマンはMSNBC、FOXニュースなどの系列で解説者として出演してきた。リクトマンが最もよく知られているのは、自身の著書『大統領への13の鍵』『ホワイトハウスへの鍵』で、いくつかの歴史的事実を「鍵」として用いて各年のアメリカ合衆国大統領選挙の一般投票における与党の大統領候補者（現職か否かを問わない）の勝敗を予想するモデルを提示したことである。予想に使う鍵は、1860年から1980年までの大統領選挙の結果との相関関係に基づいて選定されたもので、地球物理学者ウラジーミル・ケイリス＝ボロクの研究から導入した統計的手法を用いている。このモデルは1984年から2012年までの大統領選挙の一般投票の最多得票者を正確に予想しており、2016年に最多得票者として予想したドナルド・トランプは一般投票では最多得票ではなかったものの、2020年の大統領選挙で民主党のジョー・バイデンがトランプを一般投票および選挙人投票で破るだろうということを正確に予想している。
2013年、リクトマンは同じく歴史学者のリチャード・ブレイトマンとの共著『FDR and the Jews』を上梓し、フランクリン・ローズヴェルトを、第二次世界大戦中政治的制約を受ける中で、国内の優先事項や反ユダヤ主義の反発を受けるリスクとの均衡を取りながら、ユダヤ人への援助に尽力した現実的なリーダーとして記述した。この本で二人は2013年度の全国ユダヤ書籍賞を受賞した。
2017年にリクトマンは『弾劾の論拠』 (The Case for Impeachment) を上梓し、2016年の大統領選で当選したドナルド・トランプが弾劾されるだろうとする複数の論拠を提示した。ファイナンシャル・タイムズはこれを肯定的に講評し、「リクトマンの力強い著書は、我々にトランプの調査が始まりに過ぎないということを思い起こさせる」とした。ワシントン・ポストは「議論の全容が展開していくのを見ることは衝撃的なことだ」と論じ、ザ・ヒルは「リクトマンは今年最も重要な書籍になるかも知れない本を書いた」と述べた。一方、CBCニュースは、共和党が下院の多数を握っている状況ではリクトマンの予想するトランプの弾劾は起こりにくいとする法学者の見解を紹介した。民主党が多数を握った後の2019年12月18日に下院はトランプを訴追したが、翌年2月5日に上院はトランプは無罪との判決を下した。
2020年にリクトマンは『Repeal the Second Amendment』を著し、米国における銃による暴力の蔓延を解決するには、アメリカ合衆国憲法修正第2条を撤廃するしか道は無いと主張した。
2023年から、自身のYouTubeチャンネル上で「リクトマン・ライブ」と呼ばれるライブストリーミングを毎週配信している。

### 2006年上院議員選挙
2006年、リクトマンはポール・サーベインズ上院議員の後任としてメリーランド州のアメリカ合衆国上院議員選挙の民主党候補者に立候補することを表明した。テレビ番組の広告でリクトマンは「型にはまった政治家」にはならないことを決意したと語り、2月中旬には決意を示すためにビジネス・スーツを着たままチェサピーク・オハイオ運河に大きな水しぶきを上げながら飛び込んだという。リクトマンは支持が少なく、勝ち目は無いと見られていた。リクトマンは有力候補のベン・カーディンを、イラク戦争への資金拠出に賛成したとして批判した。女性投票者連盟がリクトマンを他の二人の候補と共にメリーランド公共放送の討論番組に招待しないと、リクトマンらはボルチモア郡のスタジオの外で抗議をし、その際警備員と衝突したため妻と共に逮捕された。その後、夫妻は全ての容疑について放免された。
リクトマンは結局6919票（得票率1.2パーセント）、全体18人中6位の得票でカーディンに敗れた。ワシントン・ポストは、2012年10月時点でリクトマンはまだ借りた選挙資金の返済を続けていると報じた。

### 2024年大統領選挙
2024年アメリカ合衆国大統領選挙で、再選を目指す現職大統領のジョー・バイデンに高齢問題などが逆風として吹き、民主党の代議員や党員、投票者や支持者などが選挙戦から撤退し、「より可能性の高い」他の候補に代わるよう求める声が広まる中、リクトマンはこれを「愚かで破滅的な冒険」と呼び、「評論家とメディア」が民主党を不利な選択へ「追い込もう」としているとして批判した。加えて、バイデンの辞退を要求した面々は皆選挙結果を予測した実績がゼロであると指摘した。2024年7月21日、バイデンが選挙戦から撤退し、残りの任期を全うすることを表明し、翌月には副大統領のカマラ・ハリスが民主党の大統領候補に指名された。9月5日、リクトマンはハリスが選挙に勝つだろうと予想した。

## 受賞
リクトマンはアメリカン大学から数多くの賞を授与されている。2011年には歴史学のディスティングイッシュトプロフェッサーに就き、1992年度には大学で最高の教授に対して贈られる賞である最優秀学者・教授賞に選ばれている。
- カリフォルニア工科大学シャーマン・フェアチャイルド特別客員教授（1980 - 1981年）
- National Convention of the International Platform Association トップ・スピーカー賞（1983、1984、1987年）
- ティーチング・カンパニー（英語版） 「スーパー・スター・ティーチャー」
- 最優秀学者・教授（1992 - 1993年）
- 全米批評家協会賞ファイナリスト（『White Protestant Nation』、2008年）[42]
- アメリカン大学歴史学ディスティングイッシュトプロフェッサー（2011年）
- 全国ユダヤ書籍賞（英語版）（『FDR and the Jews』、リチャード・ブレイトマン（英語版）との共著）
- ロサンゼルス・タイムズ書籍賞（英語版）（同上）

## 著書
- Historians and the Living Past: The Theory and Practice of Historical Study. Arlington Heights, Ill.: Harlan Davidson, Inc.. (1978)（Valerie French との共著）
- Ecological Inference. Sage Series In Quantitative Applications In The Social Sciences. (1978)（ローラ・ランベイン（英語版） との共著）
- Your Family History: How to Use Oral History, Personal Family Archives, and Public Documents to Discover Your Heritage. New York: Random House. (1978)
- Prejudice and the Old Politics: The Presidential Election of 1928. Lexington Books. Chapel Hill: University of North Carolina Press. (1979)
- Kin and Communities: Families In America. Washington, D.C.: Smithsonian Press. (1979)（ジョアン・チャリナー（英語版） との共同編集）
- The Thirteen Keys to the Presidency. Lanham: Madison Books. (1990). ISBN 978-0-8191-7008-8
- The Keys to the White House. Lanham: Madison Books. (1996). ISBN 978-0-7391-0179-7
- White Protestant Nation: The Rise of the American Conservative Movement. Grove/Atlantic Press. ISBN 978-0-87113-984-9
- FDR & the Jews. Harvard University Press. (2013)（リチャード・ブレイトマン（英語版） との共著）[43][44][45]
- The Case for Impeachment. HarperCollins. (2017). ISBN 0062696823
- The Embattled Vote in America. Harvard University Press. (2018)
- Repeal the Second Amendment: The Case for a Safer America. St. Martin's Press. (2020). ISBN 9781250244406[46]
- Thirteen Cracks: Repairing American Democracy after Trump. Rowman & Littlefield. (2021). ISBN 9781538156513